# Плетевидные змеи
Плетеви́дные зме́и, или плетеви́дки, или бро́нзовые зме́и, или бронзовые древесные ужи (лат. Ahaetulla) — род змей из семейства ужеобразных, обитающих в Азии.

## Описание

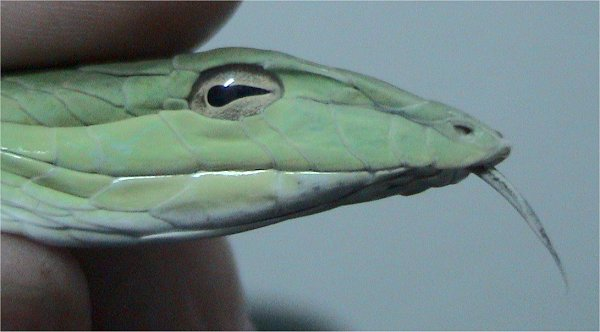

Общая длина представителей этого рода достигает 1,5—2 м. Туловище сильно вытянутое, тонкое и сжатое с боков. Голова узкая, треугольная. Глаза очень большие, зрачок горизонтальный, что является уникальным для рептилий (у большинства рептилий зрачок круглый либо вертикальный). Горизонтальные зрачки обеспечивают данным змеям отличный обзор, в том числе бинокулярное зрение. Окрас ярко-зелёный с жёлтым или белым брюхом, у некоторых видов есть заметные вариации окраски. Могут быть серыми, жёлтыми, телесного или кремового цвета с белыми и чёрными штрихами на спине и по бокам, образующими косые линии.
Яд этих змей имеет слабую токсичность.

## Образ жизни
Населяют дождевые тропические леса. Активны днём, ведут исключительно древесный образ жизни. Легко и быстро скользят по ветвям, как бы плавая в кронах деревьев. Питаются мелкими птицами, лягушками, ящерицы, иногда мелкими грызунами.

## Размножение
Это яйцекладущие и живородящие змеи.

## Распространение
Обитают в Индии, Юго-Восточной Азии, на некоторых островах Тихого океана. Встречаются на Корейском полуострове.

## Классификация
На сентябрь 2018 года в род включают 9 видов:
- Ahaetulla anomala Annandale, 1906
- Ahaetulla dispar (Günther, 1864) — Плетевидка Гюнтера, или южноиндийская плетевидка
- Ahaetulla fasciolata (Fischer, 1885) — Полосчатая плетевидка
- Ahaetulla fronticincta (Günther, 1858) — Бронзовая змея Гюнтера, или ассамская бронзовая змея
- Ahaetulla mycterizans (Linnaeus, 1758)
- Ahaetulla nasuta (Bonnaterre, 1790) — Длиннорылая плетевидка, или носатая плетевидка
- Ahaetulla perroteti (Duméril & Bibron, 1854) — Нильгеррийская плетевидка
- Ahaetulla prasina (Boie, 1827) — Травянисто-зелёная плетевидка
- Ahaetulla pulverulenta (Duméril & Bibron, 1854) — Припудренная плетевидка

## Галерея

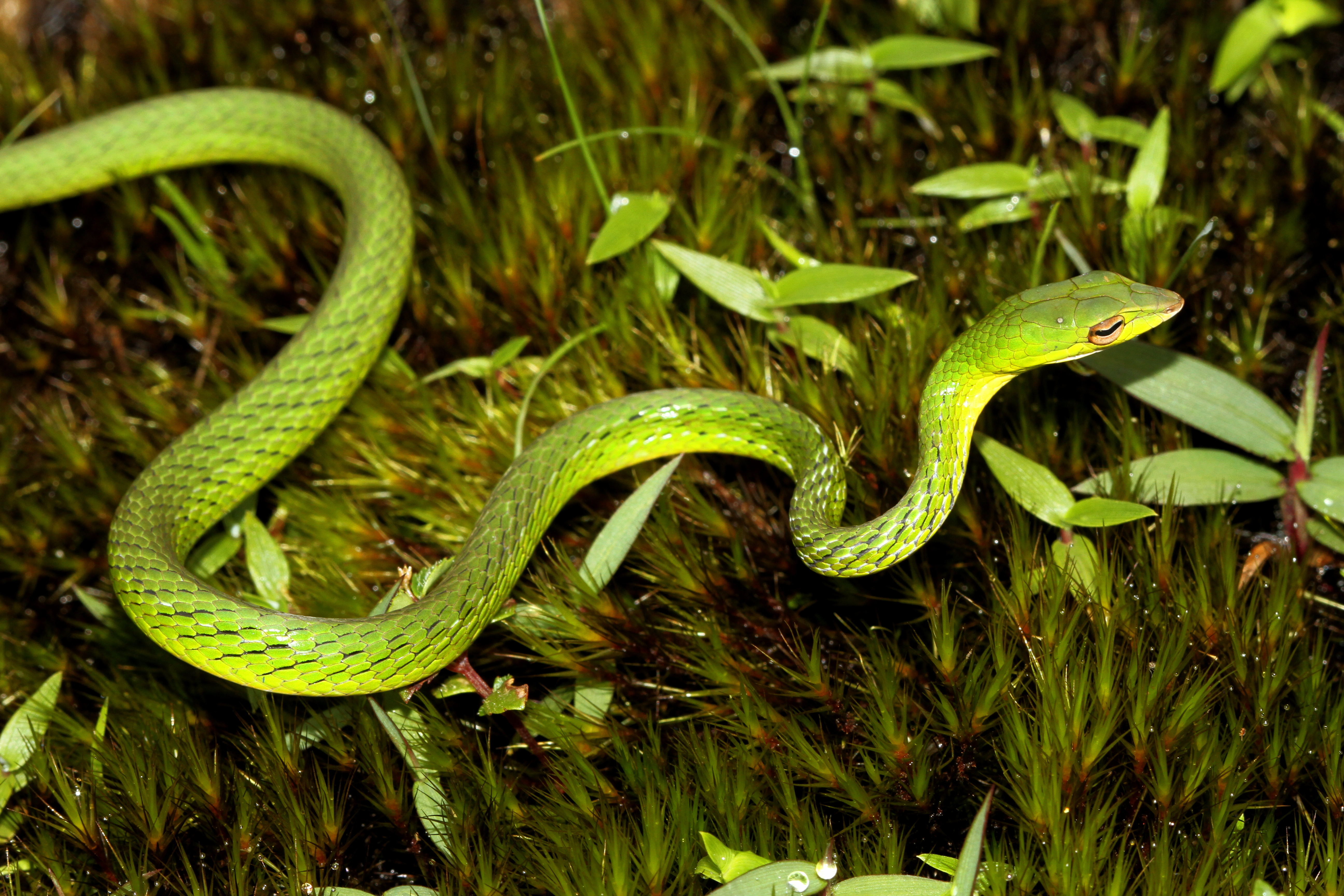
Плетевидка Гюнтера
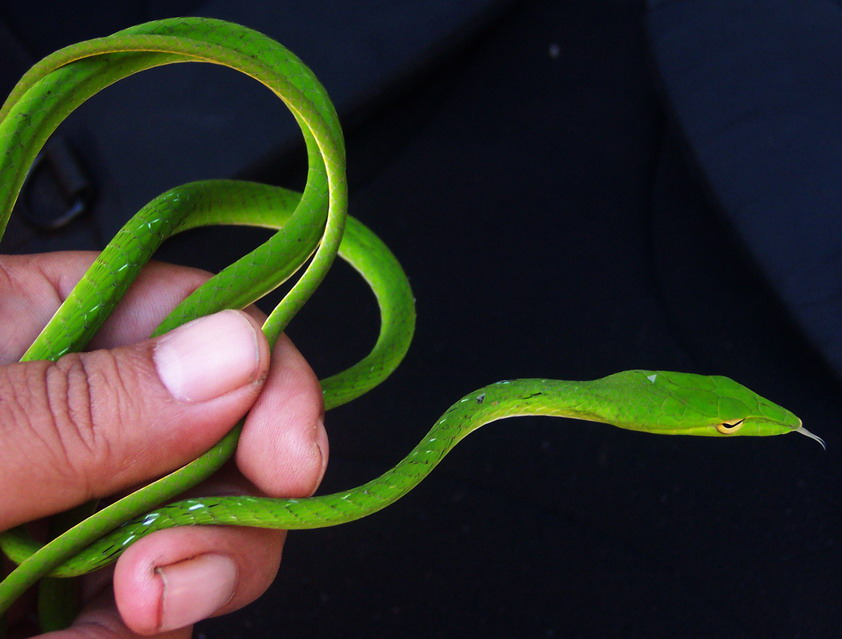
Травянисто-зелёная плетевидка
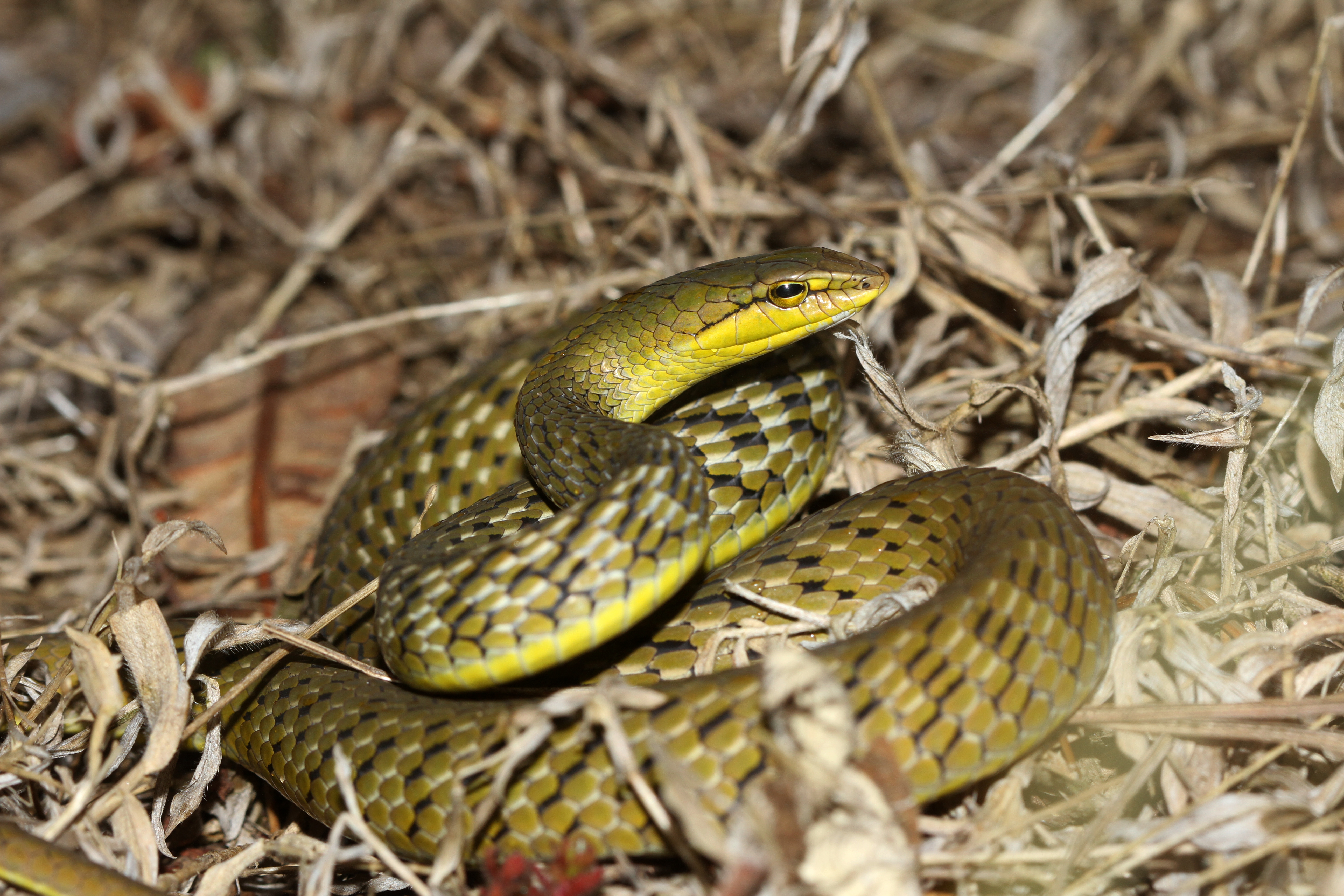
Нильгеррийская плетевидка
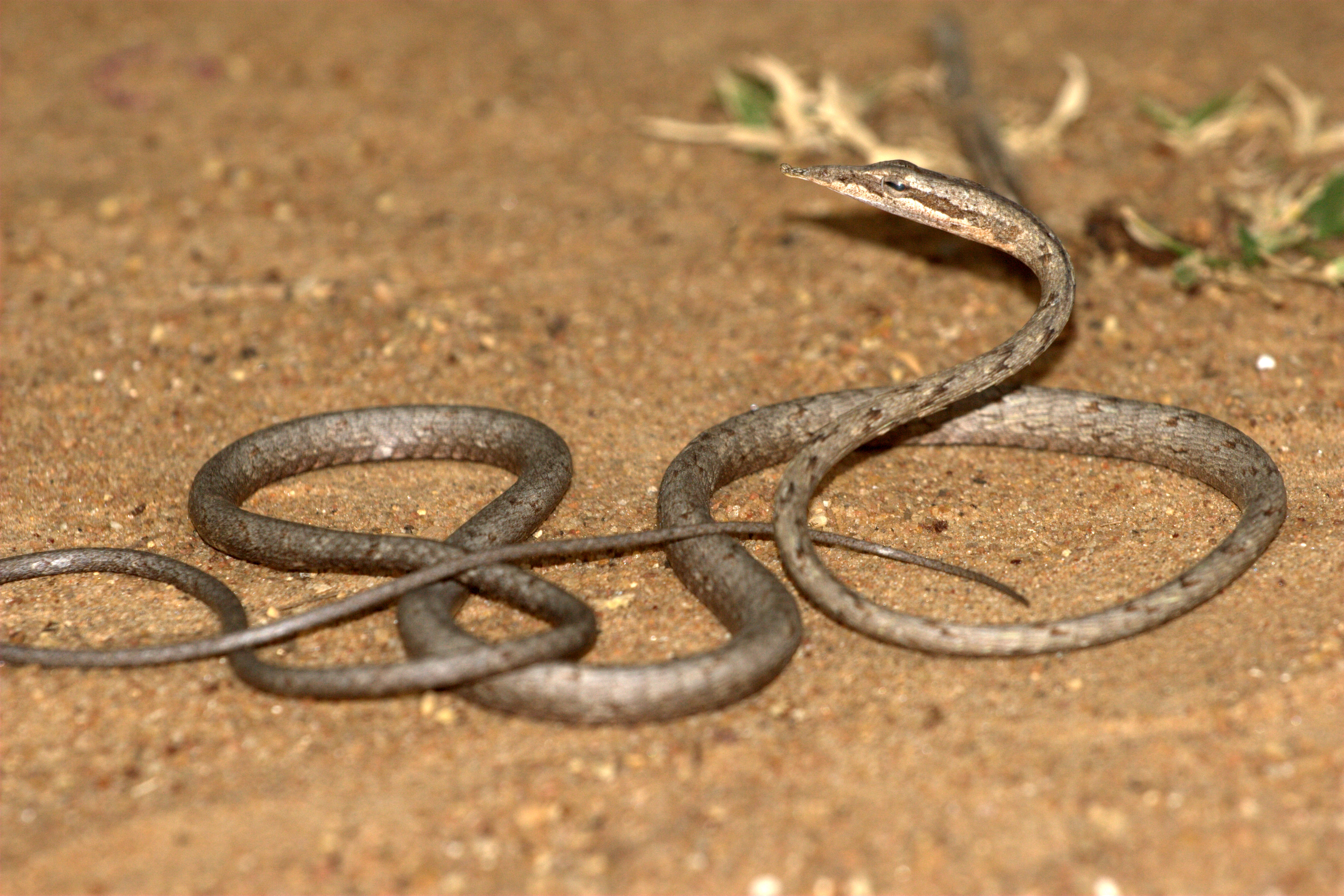
Припудренная плетевидка